# نیکلاس کلمان
 نیکلاس کلمان (انگلیسی: Nicolas Clément؛ زاده ۱۲ ژانویهٔ ۱۷۷۹ درگذشته ۲۱ نوامبر ۱۸۴۱) یک فیزیک‌دان، و شیمی‌دان اهل فرانسه بود.